# Ahmed Sayed
Pour les articles homonymes, voir Sayed.
Ahmed Sayed ou surnommé Zizo, né le 10 janvier 1996, est un footballeur international égyptien qui évolue au poste d'ailier gauche au Ahly FC

## Biographie

### Carrière en club

#### Lierse SK (2013-2017)
Ahmed Sayed arrive à l'été 2013 au Lierse SK, en Belgique, en provenance des équipes de jeunes du Wadi Degli.
Ahmed Sayed joue son premier match avec l'effectif professionnel en championnat de Belgique à l'occasion du déplacement de son équipe au stade Freethiel du Waasland-Beveren, le 29 mars 2014 (défaite 2-0). Il remplace alors son coéquipier ivoirien Souleymane Diomandé à la 59e minute. Il apparaît à quatre reprises le reste de la saison puis s'impose dans le onze titulaire en 2014-2015 avec 30 matchs disputés pour 2 buts inscrits. Lierse, dernier de sa division est pourtant relégué. Moins utilisé par son entraîneur Éric Van Meir en raison de performances en demi-teinte (2 buts et 2 passes décisive en 1 saison et demi en deuxième division belge), une porte de sortie lui est trouvée à travers un prêt au Nacional Madère.

#### Nacional Madère (2017)
Ahmed Sayed rejoint le Nacional Madère à partir du 20 janvier 2017. À cette date, le club de Funchal lutte déjà pour le maintien. L'arrivée d'Ahmed Sayed n'inverse pas la tendance: les Alvinegros restent scotchés à la zone de relégation jusqu'au terme de la compétition. Il s'agit de la seconde relégation de l'Égyptien en deux saisons. À titre personnel, Ahmed Sayed marque à deux reprises en 13 matchs.
Le Lierse SK à quant à lui réussi une très bonne saison qui lui permet de finir premier au classement général. Le règlement de la compétition prévoit néanmoins que la finale du championnat doit se disputer entre les premiers des phases 1 et 2. Le LSK, qui a terminé deuxième de chacune de ces phases est donc éliminé et demeure en deuxième division.

#### Moreirense FC (2017-2018)
Ahmed Sayed est recruté par le Moreirense FC dans les dernières heures du mercato 2017. Il signe alors un contrat de trois ans avec les Verdes e Brancos. Il inscrit son premier but avec sa nouvelle formation le 10 septembre 2017 lors de la première journée de Liga NOS 2017-2018 contre le GD Estoril-Praia. Si Ahmed Sayed effectue de nouveau une saison pleine du côté du Parque Moreira de Cónegos, avec 31 matchs de championnat et de coupes nationales pour 2 buts, son club n'a jamais été en mesure de quitter le dernier tiers du classement du championnat portugais.
Ahmed Sayed est victime du vol de son passeport pendant l'été 2018. Après avoir tergiversé pendant plusieurs mois, le Portugal décide de ne pas renouveler le visa de l'Égyptien qui, bien que sous contrat avec le Moreirense FC, ne fait pas partie de l'effectif enregistré pour disputer les matchs officiels. Il doit alors se mettre en quête d'un nouveau club au milieu de la saison.

#### Zamalek SC (depuis 2019)
Ahmed Sayed s'engage avec le Zamalek SC le 25 janvier 2019. Il fait donc son retour dans son pays au sein d'un club africain de premier plan.

### Carrière en sélection
Le 14 novembre 2019, il honore sa première sélection contre le Kenya lors d’un match nul un partout. En décembre 2023, il est retenu dans la liste des vingt-sept joueurs égyptiens sélectionnés par Rui Vitória pour disputer la Coupe d'Afrique des nations 2023.

## Palmarès

### Récompenses collectives
- Coupe de la confédération :
  - Vainqueur : 2019.

- Supercoupe de la CAF :
  - Vainqueur : 2020.

- Championnat d'Égypte :
  - Champion : 2021, 2022.
  - Vice-champion : 2021, 2022.

- Coupe d'Égypte :
  - Vainqueur : 2019, 2021.

- Supercoupe d'Égypte :
  - Vainqueur : 2020.
  - Finaliste : 2019.

### Distinctions personnelles
- Meilleur buteur de l'Egyptian Premier League 2021-2022 avec le Zamalek SC[11]

## Statistiques
| Saison                | Club                   | Championnat           | Championnat | Championnat | Championnat | Coupe nationale | Coupe nationale | Coupe nationale | Coupe de la Ligue | Coupe de la Ligue | Coupe de la Ligue | Compétition(s) continentale(s) | Compétition(s) continentale(s) | Compétition(s) continentale(s) | Compétition(s) continentale(s) | Autres compétitions | Autres compétitions | Autres compétitions | Autres compétitions | Égypte | Égypte | Égypte | Total | Total | Total |
| Saison                | Club                   | Division              | M.          | B.          | P.d.        | M.              | B.              | P.d.            | M.                | B.                | P.d.              | Comp.                          | M.                             | B.                             | P.d.                           | Comp.               | M.                  | B.                  | P.d.                | M.     | B.     | P.d.   | M.    | B.    | P.d.  |
| 2013-2014             | Lierse SK              | 1                     | 5           | 0           | 0           | 0               | 0               | 0               | -                 | -                 | -                 | -                              | -                              | -                              | -                              | -                   | -                   | -                   | -                   | 0      | 0      | 0      | 5     | 0     | 0     |
| 2014-2015             | Lierse SK              | 1                     | 30+4        | 2+0         | 2+1         | 1               | 0               | 0               | -                 | -                 | -                 | -                              | -                              | -                              | -                              | -                   | -                   | -                   | -                   | 0      | 0      | 0      | 35    | 2     | 3     |
| 2015-2016             | Lierse SK              | 1                     | 20          | 2           | 2           | 0               | 0               | 0               | -                 | -                 | -                 | -                              | -                              | -                              | -                              | -                   | -                   | -                   | -                   | 0      | 0      | 0      | 20    | 2     | 2     |
| 2016-2017             | Lierse SK              | 1                     | 17          | 0           | 5           | 1               | 1               | 0               | -                 | -                 | -                 | -                              | -                              | -                              | -                              | -                   | -                   | -                   | -                   | 0      | 0      | 0      | 18    | 1     | 5     |
| Sous-total            | Sous-total             | Sous-total            | 76          | 4           | 4           | 2               | 1               | 0               | -                 | -                 | -                 | -                              | -                              | -                              | -                              | -                   | -                   | -                   | -                   | 0      | 0      | 0      | 78    | 5     | 4     |
| 2016-2017             | Nacional Madère (prêt) | 1                     | 13          | 2           | 0           | 0               | 0               | 0               | -                 | -                 | -                 | -                              | -                              | -                              | -                              | -                   | -                   | -                   | -                   | 0      | 0      | 0      | 13    | 2     | 0     |
| Sous-total            | Sous-total             | Sous-total            | 13          | 2           | 0           | 0               | 0               | 0               | -                 | -                 | -                 | -                              | -                              | -                              | -                              | -                   | -                   | -                   | -                   | 0      | 0      | 0      | 13    | 2     | 0     |
| 2017-2018             | Moreirense FC          | 1                     | 25          | 1           | 0           | 4               | 1               | 1               | 2                 | 0                 | 0                 | -                              | -                              | -                              | -                              | -                   | -                   | -                   | -                   | 0      | 0      | 0      | 31    | 2     | 1     |
| Sous-total            | Sous-total             | Sous-total            | 25          | 1           | 0           | 4               | 1               | 0               | 2                 | 0                 | 0                 | -                              | -                              | -                              | -                              | -                   | -                   | -                   | -                   | 0      | 0      | 0      | 31    | 2     | 0     |
| 2018-2019             | Zamelek SC             | 1                     | 15          | 1           | 1           | 0               | 0               | 0               | -                 | -                 | -                 | CC                             | 9                              | 0                              | 1                              | -                   | -                   | -                   | -                   | 0      | 0      | 0      | 24    | 1     | 2     |
| 2019-2020             | Zamelek SC             | 1                     | 26          | 7           | 5           | 4               | 2               | 1               | -                 | -                 | -                 | LdC                            | 13                             | 0                              | 2                              | SCA+SCE             | 1+1                 | 0+0                 | 0+0                 | 5      | 0      | 0      | 50    | 9     | 8     |
| 2020-2021             | Zamelek SC             | 1                     | 33          | 9           | 6           | 4               | 1               | 1               | -                 | -                 | -                 | LdC                            | 5                              | 0                              | 0                              | -                   | -                   | -                   | -                   | 1      | 0      | 0      | 43    | 10    | 7     |
| 2021-2022             | Zamelek SC             | 1                     | 30          | 19          | 14          | 1               | 1               | 0               | -                 | -                 | -                 | LdC                            | 6                              | 1                              | 2                              | -                   | -                   | -                   | -                   | 18     | 1      | 1      | 55    | 22    | 17    |
| 2022-2023             | Zamelek SC             | 1                     | 31          | 10          | 13          | 1               | 0               | 1               | -                 | -                 | -                 | LdC                            | 4                              | 5                              | 2                              | -                   | -                   | -                   | -                   | -      | -      | -      | 36    | 15    | 16    |
| Sous-total            | Sous-total             | Sous-total            | 135         | 46          | 38          | 6               | 2               | 1               | -                 | -                 | -                 | -                              | 35                             | 6                              | 7                              | -                   | 2                   | 0                   | 0                   | 24     | 1      | 1      | 202   | 55    | 47    |
| Total sur la carrière | Total sur la carrière  | Total sur la carrière | 218         | 43          | 29          | 12              | 4               | 1               | -                 | -                 | -                 | -                              | 31                             | 1                              | 5                              | -                   | 2                   | 0                   | 0                   | 24     | 1      | 1      | 287   | 49    | 36    |